# José Mayer
José Mayer Drumond (Jaguaraçu, Minas Gerais, 3 de octubre de 1949) es un actor brasileño.

## Biografía
Hijo de una peluquera, se graduó en la carrera universitaria de Portugués y letras en la Universidad de Minas Gerais, comenzó a trabajar como profesor de literatura pero poco más tarde decidió que su verdadera vocación era la actuación al acercarse al teatro. Poco después inició en la puesta en escena Senak. En el transcurso de siete años ya era productor, director, y  artista de trabajos teatrales. En 1975 contrajo matrimonio con Vera Fajardo, y fue llamado por el director Carlos Ugo Christianson para participar en dos de sus películas, trasladándose a Río de Janeiro y ganando la fama entre el público brasileño y el reconocimiento de la crítica. 
Después de actuar como Jorge Fernando en la miniserie Bandidos de la Falange y Ulisses en Guerra de los Sexos, en casi todos sus trabajos siguientes, salvo algunas excepciones como protagonista, interpretó papeles de hombre de negocios o galán de telenovela. En 1984 nació su hija Julia. 
En 1989 recibió el trofeo APCA (Asociación Paulista de Críticos de Arte) como mejor actor por su personaje principal en El Pagador de Promesas. El año siguiente completa un papel que el actor valora especialmente, el del galanteador rural Osnara en la adaptación televisiva de la novela del escritor Jorge Amado Tieta. 
En 1990 hace el rol principal de la serie Mi bien, mi mal, que fue transmitida a Rusia y otros países dándole fama en todos ellos. Y a mediados de esta década comenzó a trabajar en muchas de las producciones de Manoel Carlos (como Historia de amor, Lazos de familia, La presencia de Anita, Mujeres apasionadas y Páginas de la vida). En 2005 fue reconocido con el premio Contigo por su papel en Señora del destino. Su hija, Julia, ha seguido la profesión de su padre, siendo actriz de teatro.

## Carrera

### Televisión
- 1979 - Malu Mujer
- 1981 - Sítio del Picapau Amarillo - Burro Parlante
- 1983 - Bandidos de la Falange - Jorge Fernando
- 1983 - Guerra de los Sexos - Ulisses da Silva
- 1984 - Partido Alto - Piscina
- 1985 - La Gata Comió - Edson
- 1986 - Hipertensión - Raul Galvão
- 1986 - Selva de Piedra - Caio
- 1988 - El Pagador de Promesas - Zé del Burro
- 1988 - Fera Radical - Fernando Flores
- 1989 -  Tieta - Osnar
- 1990 - Meu Bem, Meu Mal - Ricardo Miranda
- 1992 - De Cuerpo y Alma - Caíque (Carlos Henrique)
- 1993 - Agosto - Comissário Alberto Matos
- 1994 - Patria Mia - Pedro Fonseca
- 1995 - Historia de Amor - Carlos Alberto Moretti
- 1996 - La Vida Como Ella es - tio de Eusébio / Nilson / Di Paula / Márcio / Paiva / Fausto
- 1997 - La Indomable - Teobaldo Faruk
- 1998 - Meu Bem Querer - Martinho
- 2000 - Lazos de familia - Pedro Marcondes Mendes
- 2001 - La presencia de Anita - Nando Reyes
- 2002 - Esperança - Martino
- 2003 - Mujeres apasionadas - César Andrade de Melo
- 2004 - Señora del destino - Dirceu de Castro
- 2006 - Páginas de la vida - Gregório Rodrigues Lobo (Greg)
- 2008 - La favorita - Augusto César Rodrigues
- 2009 - Vivir la vida - Marcos Ribeiro
- 2011 - Fina Estampa - Pereirinha
- 2013 - Saramandaia -  Eurico Rosado (Zico)
- 2014 - Imperio - Claudio Bolgari
- 2016 - A Lei do Amor - Tião Bezerra

### Cine
- 1974: Enigmata
- 1975: A Mulher do Desejo
- 1975: Enigma para Demônios
- 1975: Eco Aliens
- 1978: O Bandido Antonio Do
- 1983: Idolatrada
- 1984: Nunca Fomos Tão Felizes
- 1987: A Dama do Cine Shanghai
- 1991: Esta Não É a Sua Vida
- 1992: Perfume de Gardênia
- 1993: Capitalismo Selvagem
- 1994: Mil e Uma
- 1994: Chuvas e Trovoadas
- 1998: Ação Entre Amigos
- 2001: Bufo & Spallanzani
- 2009: Divã
- 2009: Royal Flush
- 2010: Amazônia Caruana

## Premios y nominaciones
Premio APCA
- 1984 - Mejor Revelación Masculina en televisión por Bandidos de la Falange (miniserie).
- 1989 - Mejor actor de televisión por El Pagador de Promesas (miniserie).

Festival de Brasilia
- 1992 - Mejor actor por Perfume de Gardenia

Premio Contigo
- 2005 - Mejor actor por Señora del destino